# Port lotniczy Singapur-Sembawang
Port lotniczy Singapur-Sembawang – piąty co do wielkości port lotniczy Singapuru. Używany jest obecnie do celów wojskowych.